# Roccabruna
Roccabruna ou Roquebrune (en occitan : La Ròcha de Draonier) est une commune italienne constituée de nombreux hameaux de la province de Coni dans la région Piémont en Italie.

## Administration
| Période                                  | Période | Identité | Étiquette | Qualité |
| ---------------------------------------- | ------- | -------- | --------- | ------- |
|                                          |         |          |           |         |
| Les données manquantes sont à compléter. |         |          |           |         |

### Hameaux: noms italiens et occitans
Balanzone – Lhi Balançons,
Belliard – Lhi Belliards,
Bernard – Lhi Bernards,
Bonetto – Lhi Bonets,
Buccio – Lo Boch,
Bugialà – Bojalat,
Caire – Lo Caire,
Casette – Casetas,
Castellaretto – Chastelarèt,
Castello – Lo Chastèl,
Centro – La Glèisa,
Cesari – Lhi Chesans,
Cogno – Lo Conh,
Comba – La Comba,
Combetta – La Combeta,
Copetto – Lo Copet,
Corte – La Cort,
Dao – Lhi Daus,
Duranto - Lhi Durant,
Erede – L’Erède,
Ferre – Lhi Fèrres,
Fonfonaia – La Fonfonalha,
Fucina – La Fucina,
Garino - Lhi Garin,
Guardiola – La Gardiòla,
Gautero – La Moretta comba
-Lhi Ragotíers,
Giorsetti – Lhi Jorcets,
Grangia – La Granja,
Isaia - Isaia,
Ischia – L’Iscla,
Lavalle – L’Aval,
Margaria – Lhi Margaria,
Massun – Lhi Maçons,
Molino – Lo Molin,
Morello – Lhi Morèls,
Negosi – Lhi Negòcis,
Nolfo – Al Nor,
Norat – Lo Norat,
Oggero – Lhi Uggie - Ogier,
Paschero – Lo Pasquíer,
Peduccio – Lhi Pedoches,
Prarosso – Prat Ros,
Rinaudo – Reïnaud,
Sala Inferiore – Sala Sotana,
Sala Superiore – Sala Sobirana,
San Giovanni – Sant Joan,
San Giuliano– Sant Julian,
San Ponzio – Sant Ponç,
Sant’Anna – Sant’Ana,
Saretto – Lo Saret Sobiran,
Siri – Lo Ciri,
Tettoprato – Tech del Prat,
Tiauda – La Tiauda,
Toschia – La Toscha,
Turbiglio – Lo Trobilh,
Ugotto – Lhi Ugòts,
Verutti – Lhi Veruts,
Viale – Lhi Vials,
Voli – Lo Vòli.

### Communes limitrophes
Cartignano, Dronero, Melle (Italie), San Damiano Macra, Valmala, Villar San Costanzo